# Йоганн Вільгельм Саксен-Айзенаський
Йоганн Вільгельм Саксен-Айзенаський (нім. Johann Wilhelm von Sachsen-Eisenach, 17 жовтня 1666 — 14 січня 1729) — герцог Саксен-Айзенаху в 1698—1729 роках, молодший син герцога Саксен-Айзенаху Йоганна Георга I та графині Сайн-Вітгенштейн Йоганетти.

## Біографія

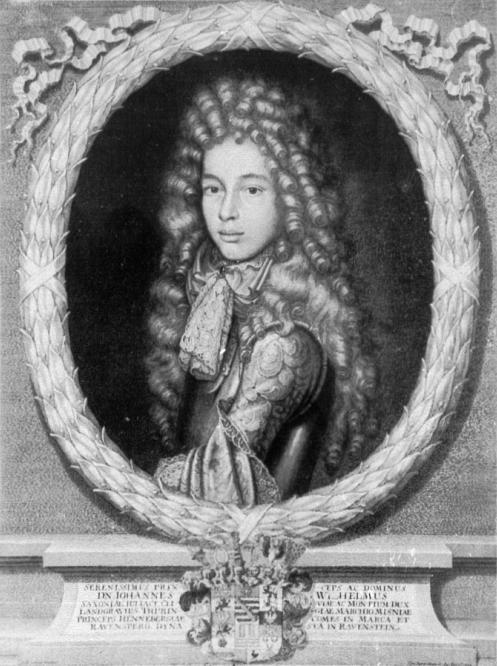
Гравюра

Йоганн Вільгельм та його брат-близнюк Максиміліан Генріх народились 17 жовтня 1666 року у Фрідевальді. Вони стали третім та четвертим синами в родині принца Саксен-Веймарського Йоганна Георга та його дружини Йоганетти Сайн-Вітгенштейн. Хлопчики мали старшу сестру Елеонору та братів Фрідріха Августа та Йоганна Генріха. Згодом сімейство поповнилося молодшою донькою Фредерікою Єлизаветою.
Батько був молодшим сином Вільгельма Саксен-Веймарського і жив на доходи від герцогства Саксен-Айзенах, яким правив його брат Адольф Вільгельм. У лютому 1671 року він успадкував герцогство від свого племінника. У 1686 році престол перейшов до Йоганна Георга II, Йоганн Вільгельм став спадкоємним принцом. Також він отримав графство Сайн-Альтенкірхен від матері.
У 24 роки принц узяв шлюб із 35-річною сестрою штатгальтера Фрісландії, Ґронінґена та Дренте, Амалією. Вінчання відбулося 28 листопада 1690 року в маєтку Ораньєвауд у Фрісландії. У подружжя народилося двоє дітей. У лютому 1695 року дружина пішла з життя.
За два роки Йоганн Вільгельм узяв другий шлюб із 18-річною Крістіною Юліаною Баден-Дурлаською. Весілля пройшло 27 лютого 1697 року у Вольфенбюттелі. Менш, ніж за рік, народився їхній первісток. В листопаді 1698 року, перед народженням другої дитини, Йоганн Вільгельм став герцогом Саксен-Айзенаху. Всього у подружжя було семеро дітей, з яких дорослого віку досягли три доньки. За місяць після народження молодшого сина Крістіна Юліана пішла з життя.
28 липня 1708 року 41-річний Йоганн Вільгельм одружився втретє. Його обраницею стала 34-річна сестра правлячого герцога Саксен-Вайссенфельса, Магдалена Сибілла. Вінчання пройшло у Вайссенфельсі. У подружжя народилося троє спільних дітей.

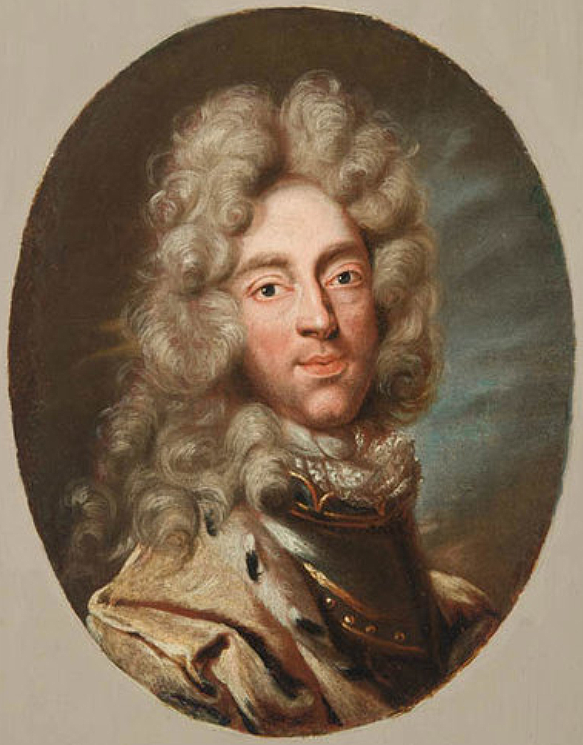
Йоганн Вільгельм

За часів правління Йоганна Вільгельма Саксен-Айзенах відчував культурний підйом. Частково це зумовлювалося придворним осередком, куди, між іншими, входив Георг Філіпп Телеман. У столиці також мешкала родина Бахів, Бернард Бах був органістом міста Айзенах і придворним клавесиністом. Втім, місцевий уродженець Йоганн Себастьян Бах у підлітковому віці переїхав до Люнебурга. Телеман став капельмейстром при новому дворі, сформованому після третього весілля герцога. Капела була організована на французький манер і перевершувала за якістю оркестр Паризької опери. Однак, незадоволений придворним життям, у 1712 році Телеман залишив Айзенах.
У листопаді 1726 року померла третя дружина герцога. За півроку Йоганн Вільгельм одружився вчетверте — з 34-річною удовою Крістофа Баден-Дурласького, Марією Крістіною Феліцитас, яка мала трьох малолітніх синів. Вінчання пройшло 29 травня 1727 року в палаці Філіпсруе в Ганау. Спільних дітей у подружжя не було.
14 січня 1729 року Йоганн Вільгельм помер у м. Айзенах. Був похований у князівській крипті церкви Святого Георга в Айзенаху.

## Родина
Дружина — Амалія Нассау-Діц (1655–1695)
Діти:
- Вільгельм Генріх (1691—1741) — герцог Саксен-Айзенаху у 1729—1741 роках, був одруженим з Альбертіною Юліаною Нассау-Ідштайнською, а після її смерті — з Анною Софією Шарлоттою Бранденбург-Шведтською, дітей не мав;
- Йоганна Альбертіна (1693—1700) — прожила 7 років.

Дружина — Крістіна Юліана Баден-Дурласька (1678-1707)
Діти:
- Йоганетта Антонієтта (1698—1726) — дружина спадкоємного принца Саксен-Вайссенфельського Йоганна Георга, мала єдиного сина;
- Кароліна Крістіна (1699—1743) — дружина ландграфа Гессен-Філіппстальського Карла I, мала п'ятеро дітей;
- Антон Густав (1700—1710) — прожив 10 років;
- Шарлотта Вільгельміна (1703—1774) — одружена не була, дітей не мала;
- Йоганетта Вільгельміна (1704—1705) — прожила 4 місяці;
- Карл Вільгельм (9 січня — 24 лютого 1706) — прожив півтора місяця;
- Карл Август (1707—1711) — прожив 3 роки.

Дружина — Магдалена Сибілла Саксен-Вайссенфельська (1673—1726)
Діти:
- Йоганна Магдалена Софія (1710—1711) — прожила 6 місяців;
- Крістіана Вільгельміна (1711—1740) — дружина князя Нассау-Узінґена Карла, мала четверо дітей;
- Йоганн Вільгельм (28 січня — 8 травня 1713) — прожив 3 місяці.